# Занєвське міське поселення
Зане́вське міське́ посе́лення — муніципальне утворення в складі Всеволозького району Ленінградської області. Адміністративний центр — село Занєвка. На території поселення знаходяться 9 населених пунктів — 2 селища і 7 сіл.
Створено 1 січня 2006 року, включило в себе всю територію колишньої Заневської волості.

## Населені пункти

### селища
1. Мяглово, селище при станції
2. П'ятий Кілометр (селище), селище при станції

### села
1. Занєвка — адміністративний центр
2. Кудрово
3. Новосергієвка
4. Суоранда
5. Хірвості
6. Яніно-1
7. Яніно-2

Чисельність населення — 15 089 чоловік.